# Donovan Smith
Donovan Cole Smith (Hempstead, Nueva York, 23 de junio de 1993) más conocido como Donovan Smith, es un jugador profesional estadounidense de fútbol americano que se desempeña en la posición de offensive tackle en Kansas City Chiefs, equipo de la National Football League (NFL).

## Carrera
Fue seleccionado en la segunda ronda en la Reunión Anual de Selección de Jugadores de la NFL de 2015. Hizo su debut profesional con el equipo Tampa Bay Buccaneers, en el cual jugó ocho temporadas (2015-2023), luego pasó a Kansas City Chiefs, donde lleva jugando una temporada.